# 第8回セントルイス映画批評家協会賞
第8回セントルイス映画批評家協会賞は、2011年の映画を対象とした映画賞であり、2011年12月12日に候補が発表され、19日に結果が発表された。

## ノミネート一覧

### 主演男優賞
- ジョージ・クルーニー - 『ファミリー・ツリー』
  - 次点: ライアン・ゴズリング - 『ドライヴ』
  - ジャン・デュジャルダン - 『アーティスト』
  - マイケル・ファスベンダー - 『SHAME -シェイム-』
  - ゲイリー・オールドマン - 『裏切りのサーカス』
  - ブラッド・ピット - 『マネーボール』

### 主演女優賞
- ルーニー・マーラ - 『ドラゴン・タトゥーの女』
  - 次点: メリル・ストリープ - 『マーガレット・サッチャー 鉄の女の涙』
  - 次点: ミシェル・ウィリアムズ - 『マリリン 7日間の恋』
  - ヴィオラ・デイヴィス - 『ヘルプ 〜心がつなぐストーリー〜』
  - エリザベス・オルセン - 『マーサ、あるいはマーシー・メイ』
  - シアーシャ・ローナン - 『ハンナ』

### アニメ映画賞
- 『タンタンの冒険/ユニコーン号の秘密』
  - 『カンフー・パンダ2』
  - 『長ぐつをはいたネコ』
  - 『ランゴ』
  - 『ブルー 初めての空へ』

### 撮影賞
- 『ツリー・オブ・ライフ』 - エマニュエル・ルベツキ
  - 『アーティスト』 - ギョーム・シフマン
  - 『ドライヴ』 - ニュートン・トーマス・サイジェル
  - 『ドラゴン・タトゥーの女』 - ジェフ・クローネンウェス
  - 『戦火の馬』 - ヤヌス・カミンスキー

### 監督賞
- ミシェル・アザナヴィシウス - 『アーティスト』
  - 次点: テレンス・マリック - 『ツリー・オブ・ライフ』
  - デヴィッド・フィンチャー - 『ドラゴン・タトゥーの女』
  - アレクサンダー・ペイン - 『ファミリー・ツリー』
  - ニコラス・ウィンディング・レフン - 『ドライヴ』

### ドキュメンタリー映画賞
- Being Elmo: A Puppeteer's Journey
  - Buck
  - Conan O'Brien Can't Stop
  - The Interrupters
  - Tabloid

### 作品賞
- 『アーティスト』
  - 次点: 『ファミリー・ツリー』
  - 『ドライヴ』
  - 『マリリン 7日間の恋』
  - 『ツリー・オブ・ライフ』

### コメディ賞
- 『ブライズメイズ 史上最悪のウェディングプラン』
  - 『ラブ・アゲイン』
  - 『ミッドナイト・イン・パリ』
  - 『ザ・マペッツ』
  - 『宇宙人ポール』
  - 『ランゴ』

### 外国語映画賞
- 『十三人の刺客』・ 日本
  - 『悪魔を見た』・ 韓国
  - 『この愛のために撃て』・ フランス
  - 『トロール・ハンター』・ ノルウェー
  - Winter in Wartime (Oorlogswinter)・ オランダ

### 音楽賞
- 『アーティスト』
  - 『ドライヴ』
  - 『ドラゴン・タトゥーの女』
  - 『ザ・マペッツ』
  - 『ツリー・オブ・ライフ』

### オリジナル脚本賞
- 『アーティスト』 - ミシェル・アザナヴィシウス
  - 『50/50 フィフティ・フィフティ』 - ウィル・ライザー
  - 『ハンナ』 - セス・ロックヘッド、デヴィッド・ファー
  - 『ミッドナイト・イン・パリ』 - ウディ・アレン
  - 『ツリー・オブ・ライフ』 - テレンス・マリック
  - 『WIN WIN ダメ男とダメ少年の最高の日々』 - トム・マッカーシー、ジョー・ティボニ

### 脚色賞
- 『ファミリー・ツリー』 - ナット・ファクソン、ジム・ラッシュ、アレクサンダー・ペイン
  - 『ドライヴ』 - ホセイン・アミニ
  - 『ヘルプ 〜心がつなぐストーリー〜』 - テイト・テイラー
  - 『マネーボール』 - スティーヴン・ザイリアン、アーロン・ソーキン
  - 『ザ・マペッツ』 - ジェイソン・シーゲル、ニコラス・ストーラー

### 助演男優賞
- アルバート・ブルックス - 『ドライヴ』
  - 次点: アラン・リックマン - 『ハリー・ポッターと死の秘宝 PART2』
  - ジョン・グッドマン - 『アーティスト』
  - ジョン・ホークス - 『マーサ、あるいはマーシー・メイ』
  - ジョナ・ヒル - 『マネーボール』

### 助演女優賞
- ベレニス・ベジョ - 『アーティスト』
  - 次点: オクタヴィア・スペンサー - 『ヘルプ 〜心がつなぐストーリー〜』
  - 次点: シェイリーン・ウッドリー - 『ファミリー・ツリー』
  - ケイト・ブランシェット - 『ハンナ』
  - ジェシカ・チャステイン - 『ツリー・オブ・ライフ』

### 視覚効果賞
- 『ハリー・ポッターと死の秘宝 PART2』
  - 『キャプテン・アメリカ/ザ・ファースト・アベンジャー』
  - 『猿の惑星: 創世記』
  - 『SUPER8/スーパーエイト』
  - 『ツリー・オブ・ライフ』

### アートハウス・フェスティバル映画賞
- 『少年は残酷な弓を射る』
  - 『人生はビギナーズ』
  - 『マーサ、あるいはマーシー・メイ』
  - 『タッカーとデイル 史上最悪にツイてないヤツら』
  - 『WIN WIN ダメ男とダメ少年の最高の日々』

### 場面賞
- 『ドラゴン・タトゥーの女』: オープニング・クレジット
  - 『アーティスト』: ダンス・シーン・フィナーレ
  - 『ドライヴ』: エレベーターが叩かれる場面
  - 『ドライヴ』: オープニングの逃亡場面
  - 『ハンナ』: 捕まったハンナが逃げる場面
  - 『メランコリア』: 最後の場面